# Hrabstwo Union (Kentucky)
Hrabstwo Union – hrabstwo w USA, w stanie Kentucky. Według danych z 2000 roku, hrabstwo zamieszkiwało 15637 osób. Siedzibą hrabstwa jest Morganfield.

## Miasta
- Breckinridge Center (CDP)
- Morganfield
- Sturgis
- Uniontown
- Waverly